# Musée Bonnard
Le musée Bonnard est le seul musée au monde consacré à l'œuvre de Pierre Bonnard, figure marquante de l'art des XIXe et XXe siècles. Le musée a ouvert le 25 juin 2011 au Cannet.
Tout comme Giverny pour Claude Monet, Nice pour Matisse, Le Cannet était un lieu prégnant pour Bonnard. Il y acheta en 1926 la villa Le Bosquet et y passa plus de vingt ans. C’est durant cette période, qui dure près de 25 ans, qu’il peint ses tableaux les plus inspirés, ceux dont les spécialistes s’accordent à dire qu’ils sont ses plus belles œuvres. Il était donc légitime que Le Cannet célèbre Bonnard en lui offrant son premier musée. Celui-ci a déjà accueilli, après sa seconde année d’existence, plus de 150 000 visiteurs, le situant d’emblée dans les institutions culturelles d’importance de la Côte d’Azur.
En dehors de la présentation de ses collections, le musée Bonnard propose une à deux expositions temporaires par an. Il bénéficie du label « musée de France » en décembre 2006 sur la base de son projet scientifique et culturel. Il a signé une convention de partenariat avec les musées d’Orsay et de l’Orangerie.

## Collections

### Historique
L'enrichissement des collections du musée Bonnard est soutenu par un réseau de mécènes au premier rang desquels la Fondation Meyer pour le développement artistique et culturel.
Ses collections sont essentiellement axées sur la maturité de Pierre Bonnard, c'est-à-dire la période durant laquelle le peintre est régulièrement au Cannet, entre 1922 et 1947. Constituée à majorité de paysages auxquels sont venus s'ajouter en janvier 2010 l'achat d'un chef-d’œuvre, Nu de profil et le dépôt de l'État, La Salle à manger au Cannet, 1932.
Néanmoins, en tant que musée monographique, le musée Bonnard a vocation à donner un large aperçu de l'œuvre de l'artiste. Aussi, dans un souci pédagogique fort, la ville du Cannet a acquis des œuvres de jeunesse de Pierre Bonnard, telles que des affiches, des projets d'illustration ou de meuble, ainsi qu'un rare projet de paravent, La Promenade des nourrices, frise de fiacres, 1897. Cette période, dite « nabie » est également représentée avec des affiches, sculptures et photographies.
En 2012, trois œuvres : une magnifique gouache préemptée en vente publique — Paysage du Cannet —, Nus se reflétant dans une glace, ainsi qu'une grande lithographie de Toulouse-Lautrec, Affiche pour La Revue blanche, permettant ainsi un contrepoint essentiel à celle de Bonnard. Depuis 2012, le Musée d'Orsay a signé un partenariat avec le musée, ce rôle de parrain est de bâtir un partenariat scientifique et d'obtenir plus facilement des prêts du musée. Trois autres musées de France sont partenaires d'Orsay.
En 2013 un Paysage du Cannet par temps de mistral vient enrichir les collections d’une toile probablement peinte lors du premier séjour de Bonnard au Cannet en 1922.
Récemment un amandier entre dans les collections par le don en 2014 d’une huile sur toile L’Amandier (vers 1930) de la Fondation Meyer pour le développement culturel et artistique. L'amandier dans la peinture de Bonnard revêt une signification tout à fait particulière liée à l'attrait profond de son jardin et de son environnement dans sa maison du Bosquet au Cannet.

### Liste des œuvres

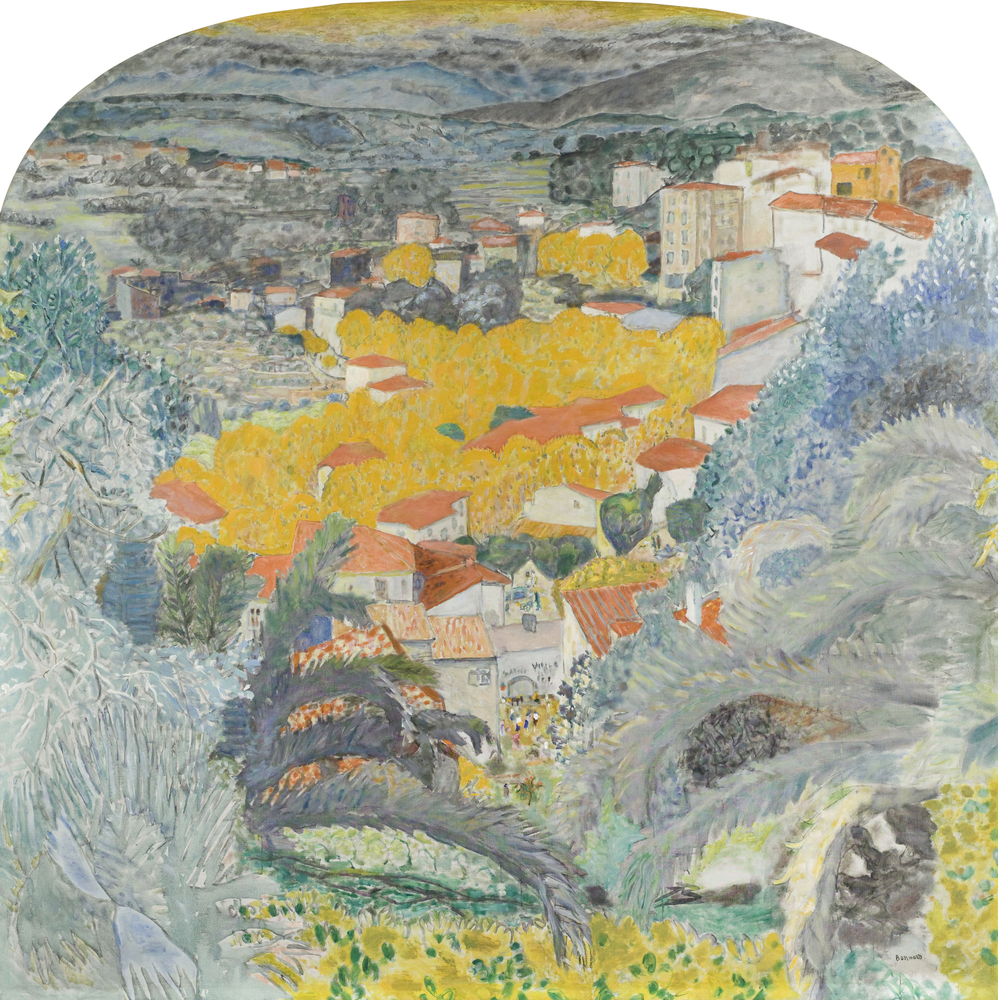
Vue du Cannet, 1925 ou 1927.

- Enfants solfiant, Charles et Jean Terrasse, vers 1900.
- Nus se reflétant dans une glace, 1907.
- Paysage de nuit, le Golfe de Saint-Tropez, 1912.
- Nu de profil, vers 1917.
- Paysage décoratif ou l'Île heureuse, 1921.
- Paysage décoratif, dit aussi L'Arbre et la dormeuse, 1921.
- Paysage du Midi par temps de mistral, 1922.
- Paysage, soleil couchant, vers 1923.
- Vue du Cannet, 1925 ou 1927.
- L'Amandier en fleurs, vers 1930.
- La Petite Fille au chien, dit aussi Isabelle Lecomte du Nouy avec le chien de Bonnard au Cannet, vers 1929-1932.
- La Salle à manger au Cannet, 1932.
- La Fenêtre ouverte, 1941-1944.
- Paysage du midi, 1942.
- Nu orange, 1943.
- Paysage. Harmonie verte, arbre bleu, vers 1944.
- Baigneurs à la fin du jour, vers 1945.
- Femme debout dans un intérieur, s.d.

## Expositions temporaires
- 2015
  - Un Fauve chez Bonnard. Manguin, L'exaltation de la couleur - 27 juin - 31 octobre 2015
- 2014
  - Les Belles endormies - 6 juillet - 2 novembre 2014
  - L'Œil d'un collectionneur. Bonnard, Vuillard & Les Nabis - 16 mars - 15 juin 2014
- 2013
  - Le Nu de Gauguin à Bonnard. Ève, icône de la modernité ? 6 juillet - 3 novembre 2013
  - L'Œil d'un collectionneur. Redon & Denis. Rêve, amour, sacré - 26 janvier - 28 avril 2013
- 2012
  - Misia, Reine de Paris. Coproduction avec le musée d'Orsay - 13 octobre 2012 - 6 janvier 2013
  - Bonnard, entre amis. Matisse, Monet, Vuillard... 20 mai - 16 septembre 2012
- 2011
  - Les Collections. Bonnard, une vie dédiée à l'art - 16 octobre 2011 - 15 avril 2012
  - Bonnard et Le Cannet. Dans la lumière de la Méditerranée - 26 juin - 25 septembre 2011